# Nilgiri
|  | Aquest article tracta sobre sobre el principat de Nilgiri a Orissa. Si cerqueu muntanyes Nilgiri, vegeu «Nilgiris». |

Nilgiri fou un estat tributari protegit a Orissa, amb una superfície de 720 km², limitat al nord i oest per l'estat de Mayurbhanj, i a l'est i sud pel districte de Balasore. Els ingressos estimats eren de 137.000 rúpies i pagava un tribut de 3.900 rúpies al govern britànic. La població era de 56.198 habitants el 1891, 66.460 habitants el 1901 i 68.594 el 1931, repartits en 466 pobles el principal dels quals Nilgin, residència del raja. La majoria de la població (59.000) eren hindus, i els animistes eren poc més de 7000 el 1901. Les castes principals eren khandaits, bhumijs, bramans, gaurs i hos.
Segons la tradició l'estat fou fundat per un aventurer procedent de Chhota Nagpur, al segle XII (vers 1125) i va adquirir certa importància durant el període mogol quan el seu cap, Raja Narayan Singh Bhujang Mandhata Birat Basant Harichandan (1521-1564), fou recompensat per haver ajudat al general d'Akbar, Man Singh, en la lluita contra els afganesos. Entre vers 1125 i 1797 hi va haver 23 sobirans dels que set van regnar entre 1611 i 1797. El títol de raja li fou reconegut el 1874.

## Llista de rages
- Ramchandra Mardraj Harichandan 1797 - 1832
- Govindchandra Mardraj Harichandan 1832 (+22 de novembre de 1832) 
  - Rani Chira Devi 1832 - 1843 (regent)
- Krishnachandra Mardraj Harichandan 1832 - 1893
- Shyamchandra Mardraj Harichandan 1893 - 1913 (adoptat el 1882, fill de maharajà Krishna Chandra Bhanj de Mayurbhanj) (+ 6 de juliol de 1913)
- Kishorchandra Mardraj Harichandan 1913 - 1948 (+ 29 de març de 1960)